# Ibrahim Maiga
Ibrahim Maiga, přezdívaný Ibi Maiga (* 3. ledna 1963 Mopti), je slovenský zpěvák, herec a politik malijského původu.

## Život a kariéra
Narodil se 3. ledna 1963 v malijském městě Mopti, ležícím na soutoku řek Niger a Bani. Má celkem 17 sourozenců. Jeho otec byl dvakrát guvernérem, později státním tajemníkem na ministerstvu, ministrem i velvyslancem.
Maiga přišel do Československa v roce 1987 jako student oboru vodního hospodářství a vodní stavby v Praze, později zde získal státní občanství. Během prvního půlroku pobytu účinkoval v amatérském divadle v Devínské Nové Vsi a objevil se v programu Olivera Andrásyho ve Slovenském rozhlase. Svou otevřeností a smyslem pro humor si na Slovensku získal velký počet příznivců a rychle se stal známým zpěvákem a hercem.
Za studiem se zanedlouho přesunul z Prahy do Bratislavy. Po třech letech však studium na Slovenské technické univerzitě přerušil, aby se mohl věnovat umělecké kariéře. Od konce osmdesátých do začátku devadesátých let 20. století vystupoval se zpěváky jako Robo Grigorov, Pavol Habera nebo Richard Müller.
Jako první herec černé pleti vystupoval ve Slovenském národním divadle (SND). Z SND přestoupil do Divadla Astorka Korzo '90 a následně na Novou scénu. V devadesátých letech 20. století byl znám vystupováním na televizní obrazovce, hlavně jako postava Ibiho/Vápna ve filmech Fontána pro Zuzanu 2 a Fontána pro Zuzanu 3.
Maiga se věnoval i hudbě. Vydal tři hudební alba a získal dvě zlaté desky za prodej 15 tisíc nosičů. Mezi jeho nejznámější písně patří „Čierna bača“, „Ibi Yoyo“ nebo „Mama kami“.
V roce 2004 vydal autobiografickou knihu s názvem Slovensko, osud môj, ty kokso!.
Po skončení filmové kariéry se Maiga zaměřil na spojení slovenských podnikatelů s malijským prostředím. V rámci Mali byl Maiga spojován s propojeními na bývalého zaměstnance Slovenské informační služby a odsouzence na útěku Ľuboše Kosíka. V prosinci 2020 se objevila podezření, že Maiga mohl pomoci podnikateli a politikovi Pavlu Ruskovi v možném útěku na Mali. Maiga spekulace popřel s tím, že pro Ruska na Mali pouze zařizoval šamana, který ho měl zbavit démonů.

### Politická kariéra
Maiga dvakrát kandidoval na poslance do Evropského parlamentu. Poprvé jako kandidát Strany demokratickej ľavice (SDĽ) ve volbách v roce 2009. Kandidoval z třetího místa listiny, SDĽ získala 0,62 % hlasů, ale nezískala žádný mandát. Podruhé se o poslanecké křeslo ucházel jakožto volební lídr strany Priama demokracia ve volbách v roce 2019. Jakožto proevropan prohlásil: „Zejména teď, v čase krizí, vidíme jak je důležitá Evropská unie. Bez její existence by několik států Evropy zkolabovalo“. Své rozhodnutí odůvodnil následovně: „Opravdu chci bojovat v těchto volbách, abych prostě ukázal Evropě, že Slovensko v ní má velkou budoucnost. Když budu zvolen a poprvé v dějinách bude černoch reprezentovat Slovensko, bude to jasné celé Evropě“.

## Osobní život
Maiga ovládá šest jazyků. Žije střídavě v Bamaku a na Slovensku. Jeho otec zemřel v roce 2008 ve věku 90 let na mozkovou mrtvici. S bývalou manželkou Inou má Maiga dvě děti – dceru Fathimu (* 2013) a syna Oumara (* 2016).
V roce 2002 s herečkou Miroslavou Partlovou havarovali na skútru, oba dva utrpěli těžká zranění.

## Filmografie

### Film
- 1993 Fontána pro Zuzanu 2 – role: Ibi/Vápno
- 1999 Fontána pro Zuzanu 3 – role: Ibi/Vápno

### Televize
- 1996 Bud Bindi (TV seriál) – role: ?
- 2009, 2012 Vyprávěj (TV seriál, 11 dílů) – role: Abdul
- 2011 4teens (TV seriál, 1 díl) – role: Samuel, otec Amose
- 2015 Kolabs (TV seriál, 1 díl) – role: ?